# Färöischer Fußballpokal der Frauen 1991
Der Färöische Fußballpokal der Frauen 1991 fand zwischen dem 27. April und 23. Juni 1991 statt und wurde zum zweiten Mal ausgespielt. Im Endspiel, welches im Gundadalur-Stadion in Tórshavn auf Kunstrasen ausgetragen wurde, siegte B36 Tórshavn mit 1:0 gegen Titelverteidiger HB Tórshavn.
B36 Tórshavn und HB Tórshavn belegten in der Meisterschaft die Plätze fünf und drei.
Für B36 Tórshavn war es der erste Sieg bei der ersten Finalteilnahme, für HB Tórshavn die erste Niederlage bei der zweiten Finalteilnahme.

## Teilnehmer
Teilnahmeberechtigt waren folgende zwölf A-Mannschaften der ersten und zweiten Liga:
| 1. Deild                                                                                   | 2. Deild                                |
| B36 Tórshavn EB Eiði HB Tórshavn ÍF Fuglafjørður KÍ Klaksvík MB Miðvágur Skála ÍF VB Vágur | B71 Sandur GÍ Gøta NSÍ Runavík SÍ Sumba |

## Modus
Vier ausgeloste Mannschaften waren für das Viertelfinale gesetzt. Die verbliebenen Teams spielten in einer Runde die restlichen vier Teilnehmer aus. Alle Runden wurden im K.-o.-System ausgetragen.

## 1. Runde
Die Partien der 1. Runde fanden zwischen dem 11. und 21. April statt.
|                 | Ergebnis  |             |
| --------------- | --------- | ----------- |
| B36 Tórshavn    | 8:2 (4:2) | VB Vágur    |
| GÍ Gøta         | 1 w/o 1   | SÍ Sumba    |
| ÍF Fuglafjørður | 6:0 (3:0) | EB Eiði     |
| MB Miðvágur     | 2:4 (0:3) | NSÍ Runavík |

## Viertelfinale
Die Viertelfinalpartien fanden am 9. Mai statt.
|                 | Ergebnis  |             |
| --------------- | --------- | ----------- |
| B36 Tórshavn    | 1:0 (0:0) | KÍ Klaksvík |
| GÍ Gøta         | ?:? (?:?) | Skála ÍF    |
| HB Tórshavn     | 3:2 (1:0) | NSÍ Runavík |
| ÍF Fuglafjørður | 9:0 (5:0) | B71 Sandur  |

## Halbfinale
Die Halbfinalpartien fanden am 5. Juni statt.
|                 | Ergebnis              |              |
| --------------- | --------------------- | ------------ |
| HB Tórshavn     | 1:1 (0:0) (4:3 i. E.) | Skála ÍF     |
| ÍF Fuglafjørður | 0:1 (0:0)             | B36 Tórshavn |

## Finale
| Paarung        | B36 Tórshavn – HB Tórshavn |
| Ergebnis       | 2:1 (1:0) |
| Datum          | 23. Juni 1991 |
| Stadion        | Gundadalur, Tórshavn |
| Schiedsrichter | Christian B. Nielsen (Tórshavn) |
| Tore           | 1:0 Sigrun Mikkelsen (75., Eigentor) |
| B36 Tórshavn   | Jórun Viderø – Marjun Jógvansdóttir , Súna Mørk, Durita Rouch, Marjun Hansen, Eyðdis Reinert, Ann-Britt Mortensen, Kára Magnussen, Jóhanna á Bergi, Anja Rein, Vivian Larsen                               |
| HB Tórshavn    | Rúna Wardum – Ása Jacobsen, Oda Andreasen, Beinta Wardum, Eyðdis Niclasen, Sigrun Mikkelsen, Susanne Holst, Beinta Thomassen, Gunrid Hansen, Helga Ellingsgaard , Durita Ellefsen Cheftrainer: Dia Midjord |
| Gelbe Karten   | Durita Rouch, Vivian Larsen – keine |
| Besonderheiten | Bjørg Joensen wurde auf Seiten von HB Tórshavn eingewechselt, die Auswechselspielerin ist unbekannt. |